# ولفنشتاین ۲: غول جدید
ولفنشتاین ۲: غول نوین (به انگلیسی: Wolfenestein II: The New Colossus) یک بازی ویدیویی تیراندازی اول شخص در سبک اکشن و ماجراجویی است که توسط استودیو ماشین گیمز ساخته شده و توسط بتسدا منتشر شده‌است. در ۲۷ اکتبر ۲۰۱۷ برای مایکروسافت ویندوز، پلی استیشن ۴ و ایکس باکس وان منتشر شد و در تاریخ ۲۹ ژوئن ۲۰۱۸ برای نینتندو سوییچ منتشر شد. هشتمین نسخه اصلی در این سری و دنباله ولفنشتاین-نظام نوین در سال ۲۰۱۴ می‌باشد. داستان این بازی در یک تاریخ موازی تنظیم می‌شود که در سال ۱۹۶۱ به دنبال پیروزی نازی‌ها در جنگ جهانی دوم اتفاق می‌افتد. داستان از ویلیام "B.J." کهنه سرباز جنگ پیروی می‌کند. بلازکوویچ و تلاش‌های او برای مبارزه با رژیم نازی در ایالات متحده.
دوربین این بازی از دید اول شخص است و اکثر قسمت‌های بازی با پای پیاده می‌باشد. داستان بازی از انتهای نسخه قبلی شروع می‌شود و به قسمت‌هایی تقسیم شده که بازیکن باید به ترتیب آنها را به اتمام رساند. تنها یک انتخاب در دوراهی ابتدای بازی وجود دارد که داستان بازی را تغییر می‌دهد که شامل برخی شخصیت‌ها و سلاح و جزئیات دیگری می‌شود. این بازی از سلاح‌های متنوعی بهره می‌برد که بیشتر آنها قابل استفاده به صورت دوتایی هستند. سیستم سنگرگیری نیز وجود دارد. در ولفنشتاین-نظام نوین، تیم سازنده قصد داشت شخصیت بلازکوویچ را نشان دهد تا بازیکنان شخصیت او را بپذیرند. همچنین میک گوردون به عنوان آهنگساز بازی بازگشت و مارتین استیگ آندرسن به او پیوست.
ولفنشتاین۲-غول نوین با واکنش مثبت منتقدان روبرو شد. شخصیت پردازی، روایت داستانی، مکانیزم تیراندازی و ارائه کلی بازی مورد ستایش قرا گرفتند. در پایان سال این بازی نامزد دریافت چندین جایزه، از جمله نامزدی در سی و پنجمین جوایز سالانهٔ Golden Joystick و Game Awards 2017 بود، که در پایان جایزه «بهترین بازی اکشن» را دریافت کرد. درادامه ماشین گیمز، افزونه Freedom Chronicles را منتشر کرد که مجموعه ای از سه بسته محتوای قابل بارگیری است.

## گیم پلی
ولفنشتاین۲-غول نوین یک بازی اکشن و ماجراجویی تیراندازی است که از دید اول شخص انجام می‌شود. درطول بازی بازیکنان به صورت‌های مختلف با دشمنان می‌جنگند. این بازی از یک سیستم سلامتی به‌خصوص استفاده می‌کند که در آن سلامتی بازیکنان به بخشهای جداگانه تقسیم می‌شود که بازسازی می‌شوند. اگر کل بخش از بین رفته باشد، بازیکنان باید از بسته سلامتی برای بازگرداندن آن استفاده کنند. بازیکنان برای ازبین بردن دشمنان می‌توانند از سلاح‌های سرد و گرم و مواد منفجره استفاده می‌کنند و همچنین برای عبور از مکان‌ها بدوند، بپرند، بخزند و گاهی شنا کنند. بازیکنان می‌توانند با استفاده از حملات نزدیک بدون سروصدا به صورت مخفیانه دشمنان را ازبین ببرند، ویا باسروصدا به دل دشمن بزنند که اغلب منجر به یک آتش بازی شدید بین دو طرف می‌شود. فرماندهان دشمن می‌توانند چندین بار برای پشتیبانی درخواست کنند.
از سیستم سنگرگیری می‌توان در جنگ به عنوان کمک در برابر دشمنان استفاده کرد. بازیکنان می‌توانند از چپ و راست و بالا و پایین سنگر جایگیری و نشانه‌گیری کنند که می‌تواند به عنوان یک مزیت تاکتیکی در هنگام تیراندازی و مخفی کاری مورد استفاده قرار بگیرد. برای برخی دیگر از مزیت‌های تاکتیکی، چارچوب نیز در بعضی از بخشهای بازی در دسترس است. این بازی طیف گسترده‌ای از گزینه‌های سلاح را به بازیکنان می‌دهد. آنها را می‌توان در زمین یافت، از دشمنان مرده بازیابی کرد، یا از موقعیت ثابت خود خارج کرد و به اطراف حمل کرد. مهمات سلاح باید به صورت دستی از زمین یا دشمنان مرده بازیابی شود. بازیکنان به موجودی اسلحه دسترسی دارند که به آنها امکان می‌دهد به اندازه پیدا کردن اسلحه حمل کنند. بازیکنان توانایی مخلوط کردن سلاح برای استفاده دوگانه را دارند و با آسیب رساندن به آنها دو برابر بیشتر می‌شود. بازیکنان همچنین می‌توانند اسلحه‌ها را با استفاده از نسخه‌های به روز شده شخصی‌سازی کنند. دامنه‌ها و بازدارنده‌ها همچنین می‌توانند به سلاح‌ها متصل شوند.

## داستان
در جریان آخرین وقایع ولفنشتاین-نظام نوین، Kreisau Circle بلازکوویچ را که به شدت زخمی شده بود بازیابی می‌کند. بلازکوویچ (برایان بلوم) از قلعه Deathshead قبل از تخریب آن با توپ هسته ای. بلازکوویچ در یک کما پنج‌ماهه می‌رود. همان‌طور که او هوشیاری خود را به دست آورد در داخل کشتی قایق Eva's Hammer محو می‌شود، مشخص می‌شود که آنیا، معشوقه بلازکوویچ، دوقلو باردار است. قایق U توسط SS-Obergruppenfuhrer Irene Engel، فرمانده سادیست نازی که کارولین و فرگوس یا ویات را اسیر می‌کند، مورد حمله قرار می‌گیرد (بستگی به این دارد که بازیکن اجازه کشتن کدام را به Deathshead بدهد). بلازکوویچ طرحی را طراحی می‌کند تا خودش را اسیر کرده و به کشتی هوایی Ausmerzer، که قایق U بالای آب را معلق می‌کند، برساند. انگل سعی می‌کند دخترش سیگرون را از سر کارولین جدا کند، اما او امتناع می‌کند، در نتیجه انگل خود کارولین را می‌کشد. سیگرون امتناع کرده و با انگل مقابله می‌کند و به بلازکوویچ اجازه می‌دهد از زره‌های کارولین استفاده کند. بلازکوویچ چکش ایوا را از Ausmerzer جدا می‌کند و با سیگرون و بدن کارولین دوباره به سمت قایق U برمیگردد.
پس از تشییع جنازه کارولین، گروه تصمیم می‌گیرد آنچه در مرحله بعدی برنامه‌شان برای پایان دادن به رژیم نازی بوده‌است، انجام دهد: آزاد کردن آمریکا و استفاده از آن به عنوان پایگاه مرکزی برای آزادسازی بقیه جهان. این گروه برای برقراری تماس با یک گروه مقاومت که در ساختمان امپایر استیت در میان ویرانه‌های منهتن مخفی شده بود، که توسط یک بمب اتمی نازی نابود شد، تماس می‌گیرند. بلازکوویچ گریس واکر، یک فرد آفریقایی-آمریکایی پرشور زخمی و نورمن "Super Spesh" کالدول، یک نظریه‌پرداز توطئه را پیدا کرد و آنها را استخدام کرد. گریس نقشه خود را برای کشتن رهبران برجسته نازی با نابودی Oberkommando، در Roswell، نیومکزیکو در نزدیکی محل ذخیره‌سازی Da'at Yichud، به Circle اطلاع می‌دهد. بلازکوویچ قبل از اینکه به مخفیگاه Super Spesh برود، با یک کلاهک هسته ای قابل حمل به روزول سفر می‌کند. اسپش او را به پناهگاه خود و تونلی می‌برد که به اوبرکوماندو منتهی می‌شود، جایی که بلازکویچ بمب را در رآکتور پایگاه رسانده و منفجر می‌کند.
او پس از فرار از روزول، با دور زدن به Mesquite، شهر خود، می‌رود. ریپ پدر متخلف بلازکوویچ ظاهر می‌شود و او را ملامت می‌کند، بدرفتاری با بلاژکوویچ و مادرش را توجیه می‌کند و اجازه می‌دهد او را به دلیل یهودی بودن توسط نازی‌ها ببرند و او قصد دارد او را به نازی‌ها تحویل دهد. با ورود نیروهای انگل، بلاژکوویچ پدرش را می‌کشد و او بار دیگر دستگیر می‌شود. سوپر اسپش بعداً تحت عنوان وکیل خود به دیدار بلاژکویچ می‌رود و به او می‌گوید که قصد دارد وی را از بین ببرد. با این حال، انگل، اسپش را می‌شناسد.
بلازکوویچ در یک رویداد تلویزیونی در مقابل بنای یادبود لینکلن، واشینگتن دی سی به اعدام محکوم شده و سر او را گردن زدند. با این حال، حلقه Kreisau سر او را بازیابی می‌کند و سر آن را با جراحی روی بدن فوق سرباز نازی مهندسی می‌کند. Blazkowicz به یک پناهگاه نازی پنهان شده در زیر نیویورک حمله می‌کند، پرونده ای را در نیواورلئان می‌دزدد، که مشخص می‌شود یک گتو بزرگ است. بلازکوویچ به آنجا سفر می‌کند تا چندین مبارز آزادی را تحت فرماندهی کمونیست هورتون بون جمع کند. آنها از گتو بیرون می‌آیند و با چکش Eva فرار می‌کنند. حلقه Kreisau تصرف Ausmerzer را برای جلوگیری از استفاده از آن در برابر انقلاب برنامه‌ریزی شده گروه در نظر می‌گیرد، اما متوجه می‌شود که این به دلیل وجود سیستم دفاعی خودکار به نام ODIN تقریباً غیرممکن است. این گروه قصد دارد با غیرفعال کردن ODIN با سفر به ناهید، جایی که کدها در یک مرکز نازی‌ها نگهداری می‌شود، کدها را بدزدد. Blazkowicz هویت یک بازیگر را بر عهده می‌گیرد و برای شرکت در فیلم تبلیغاتی تهیه شده توسط آدولف هیتلر (نوربرت وایزر) که به دنبال بازیگر مناسب برای بازی نقش بلازکوویچ است، به ونوس دعوت می‌شود. بلازکوویچ کدهای ODIN را بازیابی می‌کند و برای رمزگشایی آنها به زمین برمی گردد. Kreisau Circle حمله ای به Ausmerzer انجام می‌دهد، جایی که اعضای مقاومت ODIN را غیرفعال می‌کنند و سیستم‌های فرماندهی آن را می‌ربایند. بلازکوویچ و تیمش به زمین سفر می‌کنند، جایی که انگل در تلویزیون ملی کالیفرنیا است. بلازکوویچ انگل را می‌کشد و حلقه Kreisau آغاز انقلابی برای آزادسازی آمریکا را اعلام می‌کند.
در صحنه ای پس از تیتراژ، بلاژکوویچ حلقه وراثت خود را از بدن آنگل پس می‌گیرد و از آنیا خواستگاری می‌کند. انقلاب به صورت تصویری در طی توالی اعتبارات به تصویر کشیده شده می‌شود.

## توسعه
مضمون داستانی غول نوین «کاتارسیس» یا پاکسازی و خشونت است. جنس متیس، مدیر خلاق، مجذوب آمریکایی شد که «بر اساس ایده آزادی» بنیان نهاده شده بود و تحت کنترل توتالیتر قرار داشت. تیم توسعه همچنین از کاوش در مکان‌ها و رویدادهای نمادین آمریکایی در دهه ۱۹۶۰ مانند شام و رژه لذت می‌بردند. این تیم سعی کرد دشمنان را بزرگتر و ترسناک تری برای بازیکنان ایجاد کند. در این بازی بیش از ۱۰۰ بازیگر حضور دارد، که بازی آنها با استفاده از فناوری ضبط capture technology شده‌است. حدود ۴۰ ساعت اجرا ضبط شد. تیم سازنده می‌خواست بیشتر در شخصیت شخصیت اصلی ویلیام جوزف بلازکوویچ، برای اینکه بازیکنان احساس کنند گویی که او هستند. در آغاز بازی، بلازکوویچ از صندلی چرخدار استفاده می‌کند. تیم علاقه‌مند به جنگ در این صحنه‌ها بود، به عنوان «شاهدی بر اراده بلازکوویچ». بازی با استفاده از موتور id Tech 6 ساخته شده‌است. این فناوری و انیمیشن‌ها نیاز به یک بازنگری کامل از The New Order داشت، که از id Tech 5 استفاده می‌کرد. تیم همچنین یک مدل کامل از بلازکوویچ ساخته‌است که از دیدگاه اول شخص قابل مشاهده است.
توسعه دهندگان گفتند که به غیر از چند شوخی، قصد ندارند این بازی توضیحی در مورد سیاست معاصر باشد. با این حال، می‌شود به صورت موازی بین پیش فرض بازی و روایت‌های معاصر در مورد ظهور alt-right در ایالات متحده، به ویژه پس از وقایع تظاهرات اوت 2017 Unite the Right در شارلوتسویل، ویرجینیا و قتل مخالف معترض هدر هیرر ارتباط برقرار کرد. پیت هینز، رئیس بازاریابی بتسدا اظهار داشت که این بازی «برای شرح رویدادهای فعلی نوشته نشده‌است، زیرا هیچ‌کس - در MachineGames یا در بتسدا - نمی‌تواند آنچه را اتفاق می‌افتد پیش‌بینی کند.» هینز در ادامه اظهار داشت که در غیر این صورت هیچ تغییری در بازی ایجاد نکرده‌اند و همچنین قصد ندارند محتوای قابل بارگیری برای بازی را براساس این وقایع تغییر دهند.
میک گوردون، که قبلاً موسیقی متن ریبوت 2016 Doom را ساخته بود، به ولفنشتاین دوم همراه با مارتین استیگ آندرسن تازه‌وارد شد، که قبلاً بازی درون سکویی پازل را به ثمر رساند، همراه با موسیقی ویژه توسط Fredrik Thordendal , Pedro Macedo Camacho، که قبلاً در Star Citizen و Christoffer Larsson کار می‌کرد. موسیقی متن رسمی در ۱۹ ژوئن ۲۰۱۸ به صورت دیجیتالی منتشر شد. مانند بازی دیگر، موسیقی در درجه اول صنعتی است، با سینتی سایزرهای تحریف شده و گیتارهای الکتریکی معکوس، با کمی تأثیرگذاری راک.

## انتشار
در حالی که این بازی خود به عنوان مرجع رویدادهای فعلی در نظر گرفته نشده بود، بتسدا، با پشتیبانی MachineGames، تصمیم گرفت از نگرشهای فعلی نسبت به نازی‌ها از این رویدادها در بازاریابی عنوان استفاده کند. پیت هینز، جانشین بازاریابی Bethesda اظهار داشت: "ما نمی‌خواهیم از این واقعیت پنهان شویم که بازی ما در مورد کشتن نازی‌ها و رهایی ایالات متحده از حاکمیت آنها است، و اگر ما می‌توانیم به عنوان بخشی از صحبت کردن در مورد بازی، به رویدادهای جاری اشاره کنیم، نازی‌ها شر هستند. ما نمی‌ترسیم این را به مردم یادآوری کنیم ". این بازی عبارت "Make America Nazi-Again Again" را بر اساس شعار دونالد ترامپ "Make America Great Again" را به عنوان عنوان اصلی تبلیغات خود در نظر گرفت. سایر تبلیغات از عبارت "Not my America" استفاده کردند، شعاری که گروه‌هایی معترض به سیاستهای ترامپ استفاده می‌کردند. این کمپین بازاریابی توجه مثبتی را جلب کرد، اما مورد انتقاد اعضای راست-آلترناتیو و همچنین طرفداران ترامپ قرار گرفت که گفتند این تبلیغات ناعادلانه آنها را با نازی‌ها مرتبط می‌کند. هینز در پاسخ به بازخورد منفی گفت: "ما احساس نمی‌کنیم که می‌توان گفت نازی‌ها بد و غیرآمریکایی هستند و ما نگران قرار گرفتن در سمت راست تاریخ در اینجا نیستیم". وی همچنین گفت: "افرادی که مخالف رهایی جهان از نفرت و قتل رژیم نازی هستند، احتمالاً علاقه ای به بازی ولفنشتاین ندارند." این بازی به‌طور رسمی در کنفرانس E3 2017 در ژوئن ۲۰۱۷ معرفی شد. این بازی در تاریخ ۲۷ اکتبر ۲۰۱۷ برای مایکروسافت ویندوز، پلی استیشن ۴ و ایکس باکس وان منتشر شد. نسخه ۲۰۱۸ نینتندو سوییچ در جریان ارائه نینتندو دایرکت در سپتامبر ۲۰۱۷ اعلام شد. نسخه نینتندو سوییچ در تاریخ ۲۹ ژوئن ۲۰۱۸ منتشر شد. نسخه کالکتور بازی شامل یک شخصیت اکشن بلازکوویچ، یک استیل بوک و یک پوستر است.
برای انتشار The New Colossus در آلمان، همه نمادها و منابع نازی حذف شد. نمایش تصاویر نازی‌ها در بازی‌ها در آلمان جرم کیفری است. بعداً هیئت رتبه‌بندی نرم‌افزار آلمان، Unterhaltungssoftware Selbstkontrolle، «بند کفایت اجتماعی» را معرفی کرد که اجازه استفاده از چنین تصاویری را در سناریوهای مربوطه می‌دهد و مورد به مورد بررسی می‌شود. بتسدا نسخه بین‌المللی بدون سانسور (که به عنوان زبان آلمانی فاقد زبان آلمانی است) را در تاریخ ۲۲ نوامبر ۲۰۱۹ در آلمان خریداری کرد، در حالی که فروش نسخه سانسور شده و بومی شده را به‌طور جداگانه ادامه داد.